# カトリック鹿児島司教区
カトリック鹿児島司教区（カトリックかごしましきょうく、単に鹿児島教区とも、英: Roman Catholic Diocese of Kagoshima）は、鹿児島県を管轄区域とするキリスト教 カトリック教会の司教区。司教座聖堂（カテドラル）は鹿児島カテドラル・ザビエル教会。

## 司教座聖堂
- 司教座 – 鹿児島カテドラル ザビエル教会

## 沿革
- 1846年（弘化3年） - 日本使徒座代理区が設立され、横浜に代理区長館が設置される。
- 1866年（慶応2年） - 代理区長館が長崎に移転。
- 1876年（明治9年） - 5月22日、日本使徒座代理区を日本北緯使徒座代理区（現在の東京教区）、日本南緯使徒座代理区の2区に分割。南緯代理区は近畿、中国、四国および九州 の各地方を管轄区域とした。
- 1888年（明治21年） - 南緯代理区より近畿、中国、四国の3地方は中部代理区として独立（現在の大阪教区）。
- 1891年（明治24年） - 6月15日、南緯代理区は 長崎教区に昇格。
- 1927年（昭和2年） - 3月18日、長崎教区より 鹿児島、沖縄の両県が鹿児島使徒座知牧区として独立、カナダのフランシスコ会に委託された。
- 1947年（昭和22年） - 奄美諸島および沖縄県は教皇庁の直轄となる。
- 1955年 （昭和30年） - 2月25日、鹿児島知牧区は鹿児島教区に昇格。同年5月8日、奄美諸島が鹿児島教区に復帰。

## 歴代知牧・司教（教区長）

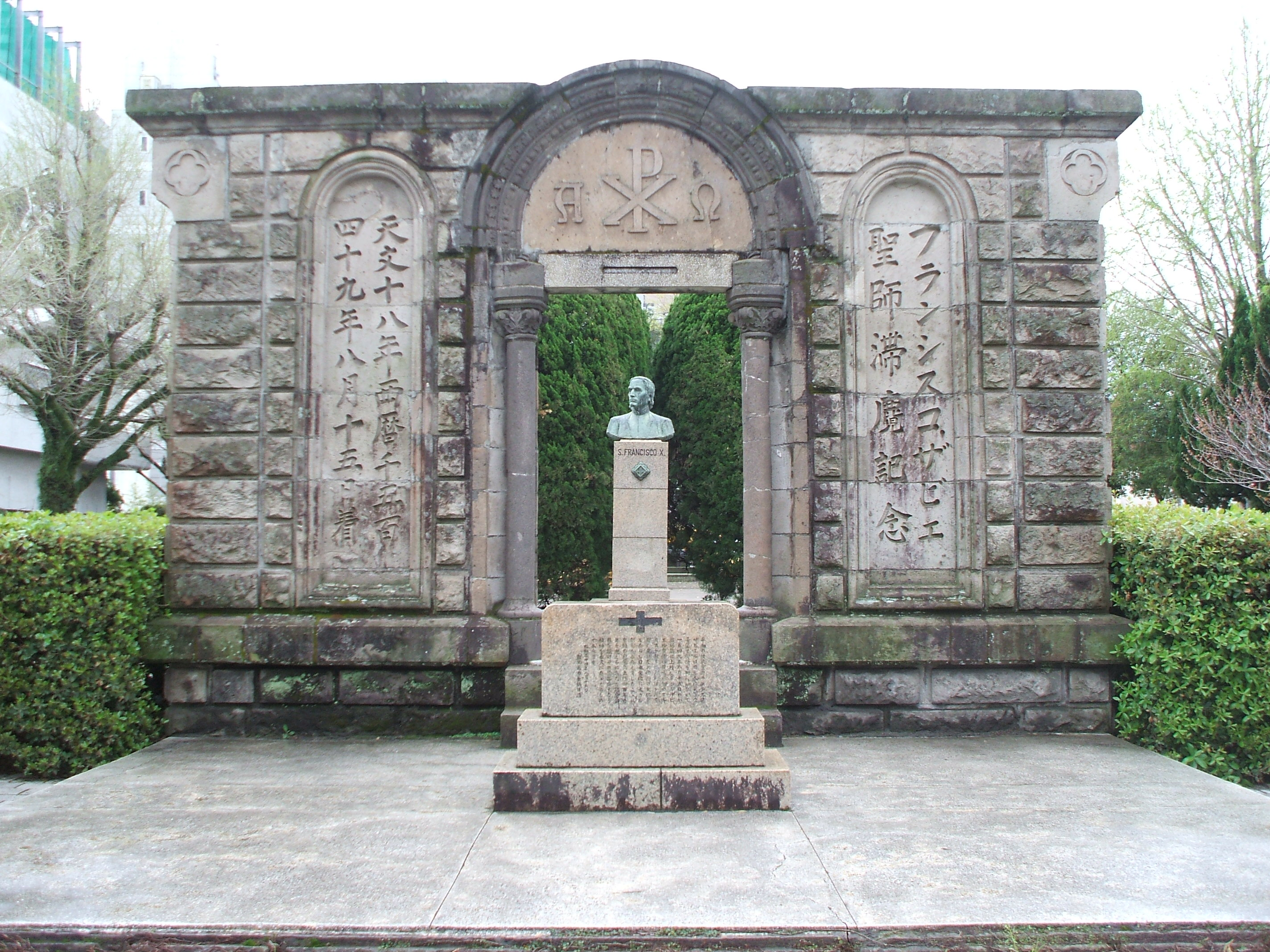
ザビエル来鹿記念碑 カテドラルの向かい（ザビエル公園内）に位置する

### 知牧
- 初代 – エジド・ロア（フランシスコ会） 1927年 – 1936年
- 2代 – パウロ山口愛次郎 1936年 – 1937年
- （使徒座管理 – パウロ山口愛次郎 1937年 – 1940年）
- （使徒座管理 – ドミンゴス中村長八 1940年。なお、着任せずにブラジルにて死去）
- 3代 – フランシスコ出口一太郎 1940年 – 1955年

### 司教（教区長）
- 初代 – ヨセフ里脇浅次郎 1955年 – 1968年
- 2代 – パウロ糸永真一 1970年 – 2006年
- 3代 – パウロ郡山健次郎 2006年 – 2018年
- 4代 – フランシスコ・ザビエル中野裕明 2018年 – [1][2]

## 所在地・交通アクセス
〒892-0841 鹿児島県鹿児島市 照国町13-42（北緯31度35分29.9秒 東経130度33分02.5秒 / 北緯31.591639度 東経130.550694度）
- 市電「高見馬場停留場」下車